# Lucas Justra Bjerregaard
 Der er for få eller ingen kildehenvisninger i denne artikel, hvilket er et problem. Du kan hjælpe ved at angive troværdige kilder til de påstande, som fremføres i artiklen.

Lucas Justra Bjerregaard (født 14. august 1991 i Frederikshavn) er en dansk professionel golfspiller, der spiller på European Tour.

## Resultater
- Nr. 2 ved Danmarksmesterskabet i slagspil, 2006.
- Nr. 3 ved DM i hulspil
- Nr. 10 ved EM individuelt 2006.
- Nr. 2 ved Danish Youth International Championchip
- Nr. 1 ved EM for Hold 2007
- Nr. 8 ved EM individuelt
- Nr. 5 ved German Boys Open
- Nr. 1 ved Danish International Amateur Championship 2007
- Nr. 1 ved Nordic Championship
- Nr. 2 ved French Boys Open (slagspil 2008)
- Nr. 1 ved Danish International Amateur Championship 2008
- Nr. 2 ved Greece International Amateur Championship 2008
- Nr. 1 ved EM for Hold 2009
- Nr. 1 ved EM individuelt 2009
- Nr. 2 ved Harder German Masters 2009
- Nr. 3 ved The Spirit Championship 2009
- Nr. 1 ved The World Championship Japan 2010
- Nr. 5 ved EM for Hold 2010
- Nr. 2 ved  Ved Danmarksmesterskabet 2010
- Nr. 1 ved European Amateur Championship Finland 2010